# Klara Burghardt
Klara Burghardt (auch Klára, * 21. September 1954 in Komló (Ungarn))  ist eine ungarische Lyrikerin, die in deutscher Sprache schreibt und sich als Ungarndeutsche versteht.

## Leben
Burghardt besuchte die Grundschule in Szalatnak (Komló) und bis 1973 das Klara-Leõwey-Gymnasium in Pécs im deutschen Klassenzug.
Danach studierte sie bis 1978 an der Pädagogischen Hochschule von Pécs die Fächer Deutsch und Biologie.
Klára Burghardt-Szekeres zog mit ihrem Mann, mit dem sie zwei Söhne bekam, nach Szár (Bicske) und lehrte dort an der Schule Deutsch. Daneben schrieb sie für das Laienspiel der Schule, für deutschsprachige Zeitungen in Ungarn und verfasste auch eine volkskundliche Abhandlung über den Ort Szár. Im Jahr 1994 war die Familie nach Úrkút (Ajka) gezogen, als ihr Mann verstarb. Danach lebt sie wieder in Szalatnak und war dort bis 2004 Sprachlehrerin an der Grundschule. Seither widmet sie sich dem Schreiben und der Herausgabe von deutschsprachiger Lyrik unter den Ungarndeutschen.
Burghardt wurde 2001 zur Ehrenbürgerin der deutschen Gemeinde von Szár ernannt.

## Schriften
- Abendröte : Gedichte, Neckenmarkt : Novum Eco, 2010 ISBN 978-3-85251-930-2
- Wahres Märchen : Kindergedichte. Hörbuch, Budapest : Kaltenecker Studio, 2008
- Ahnen : Gedichte. Hörbuch, Budapest : Kaltenecker Studio, 2008
- Kastanienbäume. Hörbuch, Miskolc : Literaturradio, 2007
- als Klára Burghardt-Szekeres: Geschichte und Brauchtum in Saar, Gemeinde Saar/Szár, Szár,  1990